# Carduoideae
Carduoideae es una subfamilia de plantas herbáceas, arbustos y, menos frecuentemente, árboles o trepadoras, de la familia Asteraceae y que reúne un centenar de géneros con más de 2850 especies aceptadas y distribuidas esencialmente en el Viejo Mundo.

## Descripción
Son hierbas anuales, bienales o perennes, a veces sufrútices o arbustos 
–excepcionalmente árboles o trepadoras–, eventualmente laticiferos, frecuentemente espinosos, hermafroditas, monoicos o dioicos. Los tallos pueden ser alados o no y las hojas son alternas. Los capítulos pueden ser unifloros y reunidos en una sinflorescencia compleja más o menos globosa, pero más usualmente multifloros, homógamos o heterógamos. Las brácteas involucrales se disponen en numerosas filas y son libres. El receptáculo es frecuentemente cubierto o pelos y, más raramente, de páleas. Las flores son generalmente hermafroditas, las externas pudiendo ser estériles o bien estructural o funcionalmente femeninas, raramente todas funcionalmente unisexuales. La corola es pentámera —las de los flósculos externos a veces tri o hexameras—, actinomorfa o algo zigomorfa, con limbo lobado o dentado. Excepcionalmente, pueden tener, además de los flósculos centrales, lígulas periféricas hermafroditas o neutras (Atractylis). El estilo del gineceo tiene casi siempre un anillo de pelos cortos colectores de polen, y/o un incremento de su diámetro, por debajo de las ramas estigmaticas que son coniventes o divergentes. Los frutos son cipselas homomorfas o heteromorfas, con o sin vilano, que es simple o doble, formado por escamas o, más frecuentemente, por pelos, o bien por ambos; además, dicho fruto puede tener el ápice truncado en una placa apical, de borde entero o dentado, con una eventual protuberancia central (umbo) que corresponde al nectario persistente de la flor.

## Distribución
La subfamilia tiene una distribución cosmopolita, pero con una marcada concentración de especies en el hemisferio Norte (Eurasia y norte de África), región de donde es probablemente originaria.

## Edad
La edad del clímax de los carduoideos es estimada a 30-40 millones de años, en el Eoceno medio.

## Subdivisiones taxonómicas
Los géneros de esta subfamilia se reparten en 4 tribus muy desiguales en representantes:
- Cardueae Cass., 1819 (unas 2500 spp.)
- Dicomeae Panero & V.A.Funk, 2002 (75-100 spp.)
- Oldenburgieae S.Ortiz, 2009 (4 spp.)
- Tarchonantheae Kostel., 1833 (unas 20 spp.)[7][4][8]

Los taxones genéricos con mayor número de especies aceptadas son Centaurea (695), Cousinia (655), Saussurea (300), Cirsium (250), Jurinea (200), Echinops (120), Carduus (90), Serratula (70), Dicoma (65), Onopordum (60).

## Sinónimos
- Acarnaceae Link, nom. illeg.
- Carduaceae Bercht. & J.Presl
- Carlinaceae Bercht. & J.Presl,
- Centaureaceae Berchtold & J.Presl
- Cnicaceae Vest
- Cynaraceae Burnett
- Echinopaceae Bercht. & J. Presl
- Serratulaceae Martinov
- Xeranthemaceae Döll[1]